# Neoplan N4014
Neoplan N4014 är en normallång (12-meters) buss med lågt golv och två axlar, tillverkad av tyska Neoplan mellan 1990 och 1998.
Neoplan N4014 var en renodlad stadsbuss med genomgående lågt golv vid samtliga in-/utgångar och i mittgången genom hela bussen, vilket framförallt i början av bussens tillverkning var ovanligt. Motorn fanns endast med dieseldrift och monterades vanligen på tvären till höger i färdriktningen (N4014NF) eller i sällsynta fall på längden till vänster i färdriktningen (N4014/3).
Samtliga varianter av Neoplan N4014 ersattes år 1998 av Neoplan Centroliner.

## I svensk linjetrafik
I Sverige har Neoplan N4014NF (modellen med tvärställd motor) förekommit i ett fåtal städer under 1990-talet och tidiga 2000-talet. Det första företaget att köpa in bussar av denna sort var Gamla Uppsala Buss som köpte in 8 stycken 1991. Där blev de dock inte speciellt långlivade och såldes när Gamla Uppsala Buss tillfälligt bytte trafik med Swebus på några stadsbusslinjer 1997. När Swebus sedan bytte tillbaka trafiken till Gamla Uppsala Buss 1999 omplacerades dessa bussar, bland annat till Helsingborg. Andra städer som haft Neoplan N4014NF är Halmstad, Linköping och Örebro.

## Linjetrafik i övriga länder

### Tjeckien
I Prag fanns tre stadsbussar av typ Neoplan N4014/3 (modellen med längsmonterad motor); dessa köptes in till det kommunala transportföretaget Dopravní podnik hlavního města Prahy(cs) åren 1994–1995 och fick inventarienummer 3001–3003. De placerades på Hostivař-depån(cs). Dessa bussar drogs med en del fel och blev aldrig speciellt populära. Samtliga exemplar skrotades mellan 2006 och 2007.

## Bussar iNeoplan N40-serien
- Neoplan N4007
- Neoplan N4009
- Neoplan N4010
- Neoplan N4011
- Neoplan N4013
- Neoplan N4014
- Neoplan N4015
- Neoplan N4016
- Neoplan N4018
- Neoplan N4020
- Neoplan N4021
- Neoplan N4026